# Mark Linkous
Mark Linkous (9. september 1962 – 6. marts 2010) var en amerikansk musiker og producer, bedst kendt som manden bag bandet Sparklehorse. Sparklehorse udgav fire albums i perioden 1995-2009 (Vivadixiesubmarinetransmissionplot 1995, Good Morning Spider 1998, It's A Wonderful Life 2001 og Dreamt For Light In The Belly Of A Mountain 2005), og
turnerede, blandt andet sammen med Radiohead i 1996.
Under deres turné med Radiohead, tog han en overdosis af alkohol, og stod til at miste begge ben, og måtte sidde i kørestol i seks måneder. I 2009 udgav han albummet Dark Night of the Soul med David Lynch og Danger Mouse.
Den 6. marts 2010, begik han selvmord ved at skyde sig selv.